# Les Céréales du dimanche matin
Les Céréales du dimanche matin (titre original : Saturday Morning Breakfast Cereal, littéralement ' Les Céréales du samedi matin' parfois abrégé SMBC) est une bande dessinée en ligne humoristique écrite et dessinée par Zach Weiner. Publiée chaque jour et possédant quelques personnages récurrents, SMBC est « à la base une bande dessinée geek, mais aborde néanmoins plusieurs sujets tels l'amour, les relations humaines, l'économie, la politique, la religion, la science et la philosophie ».
En 2005, le portail des Éditions Lapin publie la traduction du site en français, assurée par Phiip. Une compilation de comic strips sur le thème de la science sort sous le titre Pour la Science ! aux éditions Lapin en mai 2014.

## Historique
Du 28 janvier au 3 septembre 2002, la bande dessinée est d'abord centrée sur certains aspects de la vie scolaire et amoureuse étudiante. Elle prend sa forme actuelle à partir du 5 septembre 2002.
Les 480 premières bandes dessinées ont été retirées des archives principales du site. Depuis le 22 septembre 2008, elles peuvent être retrouvées dans une section cachée de ce dernier mise en ligne par Weiner lui-même,.

## Blague cachée
La bande dessinée a été reconnue pour utiliser un votey. Tout d'abord accessible seulement aux lecteurs ayant voté SMBC comme étant le meilleur site web[précision nécessaire], il suffit aujourd'hui de déplacer le curseur de la souris sur un bouton rouge. La première bande dessinée à offrir cette option date du 27 novembre 2006.

## Thèmes récurrents
Plusieurs sujets sont abordées de manière récurrente sur SMBC :
- Dieu (représenté par une hostie), Jésus et Satan
- Superhéros (généralement Superman et Batman)
- Relations humaines et leurs problèmes
- Séduction
- Plusieurs domaines de recherche scientifiques et mathématiques
- Ingénieurs (comparés aux autres membres de la société)
- Mort et suicide
- Parentalité
- Chirurgie
- Avocats et le système légal
- Sexualité
- Économie
- Politique

## Prix, nominations et controverses
Elle a été mise en lumière par de nombreux sites Internet et blogs tels The Economist, Glamour, Boing Boing, Bad Astronomy, Blastr, Blues News, Joystiq et Freakonomics.
Les Céréales du samedi matin est nommé au Web Cartoonist's Choice Awards en 2003 et en 2006, année où il gagne le Outstanding Single Panel Comic.
Dans une vidéo publiée sur YouTube et sur le site de SMBC, Zach Weiner accuse la comédienne Sarah Silverman d'avoir volé une blague de l'une de ses bandes dessinées. Il en profite pour l'inviter à sortir avec lui.

## Publication
- A Saturday Morning Breakfast Cereal Collection (sélection de comic strips)

1. Save Yourself, Mammal!, Breadpig Inc., août 2011,  (ISBN 978-0-9828537-0-2).
2. The Most Dangerous Game, Breadpig Inc., décembre 2011,  (ISBN 978-0-9828537-1-9).
3. Science Ruining Everything Since 1543, Breadpig Inc., août 2013,  (ISBN 978-0-9828537-3-3).

### Publication en français
- Pour la Science ! : Une compilation de gags scientifiques tirés du webcomics « Les Céréales du dimanche matin »  (trad. de l'anglais, préf. Boulet), Saint-André-lez-Lille (Nord), Lapin, coll. « Ascenseur pour le Pilon », mai 2014, 200 p. (ISBN 978-2-918653-45-5)

### Documentation
- Sophie Gindensperger, « Blogs BD : Zach Weiner, "une contrefaçon américaine de Boulet" », Libération,‎ 23 septembre 2013 (lire en ligne)